# Милица Емини
Милица Емини (Нови Сад, 11. октобар 1999) српска је атлетичарка која се такмичи у трчању на 100 метара са препонама. Од 2023. државна је рекордерка Србије у времену 12.99 секунди.

## Достигнућа
На Првенству Балкана одржаном у Краљеву 23. јула 2023. године истрчала је 100 метара са препонама за 13 секунди и 15 стотинки и тако за 4 стотинке надмашила државни рекорд који је од 2009. године држала Јелена Јотановић. Недељу дана касније, на истом стадиону победила је на првенству Србије у времену 12.99.
Од 2016. године Емини држи рекорд Србије за млађе јуниорке (узраст до 18 година) у трчању на 100 метара са препонама (висина препона 0.762m) са резултатом 13.62 секунде. 2017. године била је најмлађи члан српске репрезентације на Првенству Европе у дворани у Београду. Тада је трчала 60 метара са препонама и остварила пласман на 22. место са резултатом 8.62 секунде. Лични рекорд на 60 метара са препонама у дворани у времену 8.13 секунде истрчала је у Берлину 23. фебруара 2024.

## Лични рекорди
На отвореном:
- 100 метара са препонама — 12.99 (Краљево 2023)НР

У дворани:
- 60 метара са препонама — 8.13 (Берлин 2024)